# Филип Райнхард (Ханау-Мюнценберг)
Филип Райнхард фон Ханау-Мюнценберг (на немски: Philipp Reinhard von Hanau-Münzenberg) е от 1680 до 1712 г. граф на Ханау-Мюнценберг.

## Биография
Роден е на 2 август 1664 година в Бишофсхайм ам хоен Щег. Той е големият син на граф Йохан Райнхард II фон Ханау-Лихтенберг (1628 – 1666) и на пфалцграфиня Анна Магдалена фон Пфалц-Цвайбрюкен-Биркенфелд (1640 – 1693), дъщеря на пфалцграф Христиан I фон Пфалц-Биркенфелд-Бишвайлер.
След смъртта на баща му опекунството над него и по-малкия му брат Йохан Райнхард III поемат майка му и чичо му Христиан II фон Пфалц-Цвайбрюкен-Биркенфелд (1654 – 1717). Филип управлява на 16 години от 1680 г. в Графство Ханау-Мюнценберг, а брат му Йохан Райнхард III в Графство Ханау-Лихтенберг. Филип става пълнолетен през 1687 г.
От 1700 г. граф Филип Райнхард започва да строи дворец Филипсруе при Кеселщат на запад от неговия град-резиденция Ханау. През 1711 г. той посреща император Карл VI в Ханау по време на пътуването му за коронизацията му във Франкфурт на Майн.
Умира на 4 октомври 1712 година в дворец Филипсруе до Ханау. Погребан е в лутеранската църква (днес „Св. Йохан“) в Ханау. След смъртта му брат му Йохан го наследява.

## Фамилия
Първи брак: на 17/27 февруари 1689 г. в Ханау с братовчедката си пфалцграфиня Магдалена Клаудина (* 16 септември 1668; † 28 ноември 1704), дъщеря на пфалцграф Христиан II фон Биркенфелд (1637 – 1717) и графиня Катарина Агата фон Раполтщайн. Нейната зестра е 18 000 гулдена. Двамата имат децата:
- Филип Райнхард се жени на 17/27 февруари 1689 г. в Ханау за братовчедката си пфалцграфиня Магдалена Клаудина (* 16 септември 1668; † 28 ноември 1704), дъщеря на пфалцграф Христиан II фон Биркенфелд (1637 – 1717) и графиня Катарина Агата фон Раполтщайн. Нейната зестра е 18 000 гулдена. Двамата имат децата:
- Филип Райнхард се жени на 17/27 февруари 1689 г. в Ханау за братовчедката си пфалцграфиня Магдалена Клаудина (* 16 септември 1668; † 28 ноември 1704), дъщеря на пфалцграф Христиан II фон Биркенфелд (1637 – 1717) и графиня Катарина Агата фон Раполтщайн. Нейната зестра е 18 000 гулдена. Двамата имат децата:

1. Магдалена Катарина фон Ханау (* 6/16 юни 1695; † 9/19 декември 1695)[3]

След смъртта на първата му съпруга той се сгодява за Елизабет Луиза Христина фон Бехтолдсхайм, дворцова дама на съпругата му. Женитбата му с нея не се състои и тя полувчава пари като компенсация.
Втори брак: на 26 кекември 1705 г. с принцеса Шарлота Вилхелмина (* 4/14 юни 1685; † 5 април 1767), дъщеря на херцог Йохан Ернст фон Саксония-Кобург-Заалфелд и на София Хедвиг фон Саксония-Мерзебург. Нейната зестра също е 18 000 гулдена. Бракът е бездетен.
- Граф Филип Райнхард фон Ханау-Мюнценберг
- Магдалена Клаудия фон Пфалц-Биркенфелд
- Шарлота Вилхелмина фон Саксония-Кобург-Заалфелд